# Mezzotinta

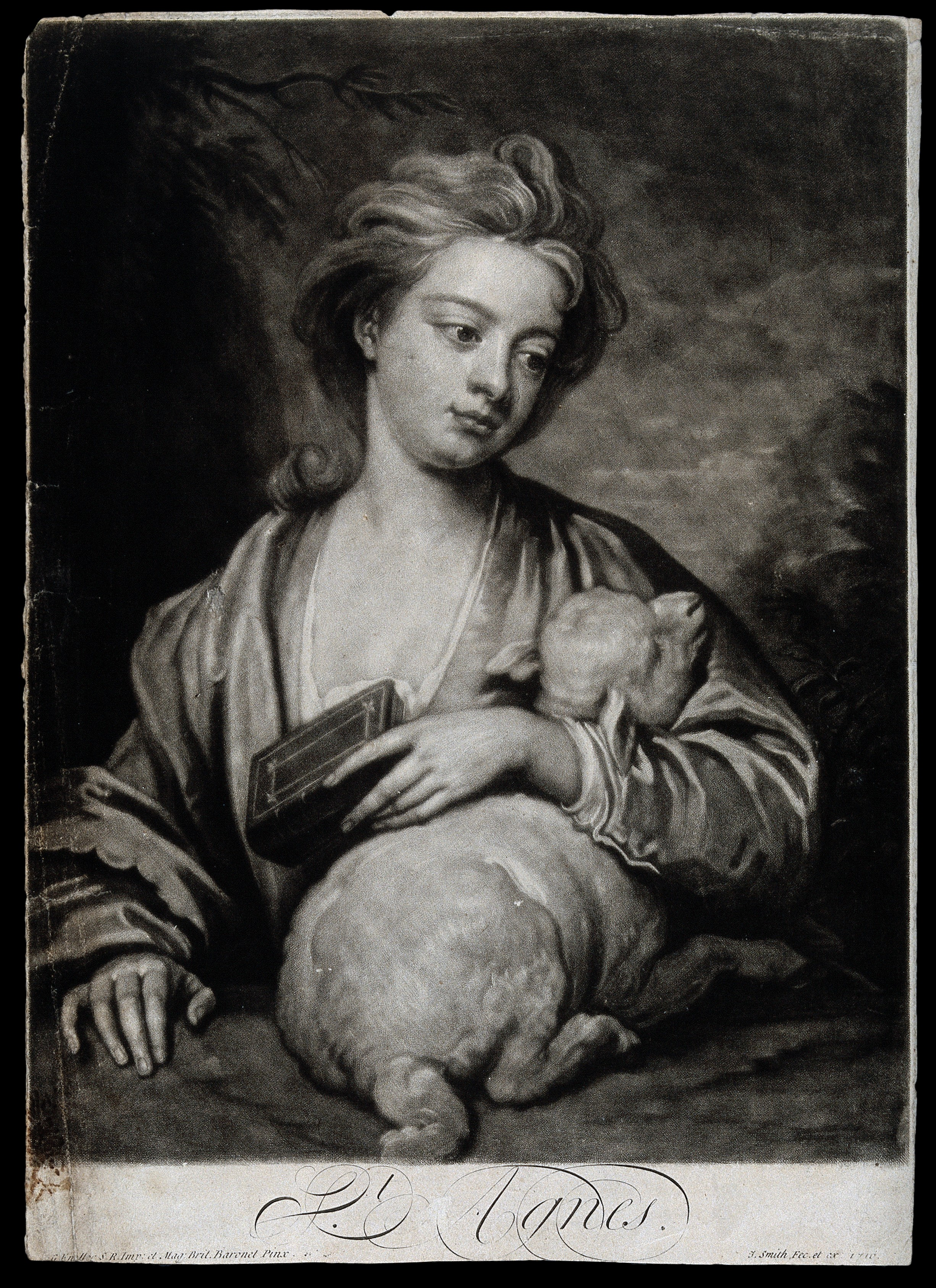
Święta Agnes mezzotinta wykonana przez Johna Smitha na podstawie pracy Godfreya, zwykle uważa się, że jest to portret córki Knellera, Catherine Voss, namalowany przez jego kochankę

Mezzotinta (sztuka czarna, fr. manière noire, wł. mezzotinto – półton) – technika druku wklęsłego należąca do technik suchych, czyli niewymagających trawienia. Technika mezzotinty, głównie w Anglii, rozwinęła się na przełomie XVIII i XIX wieku. Stwarzała niezwykłe możliwości oddawania walorów obrazu w sposób malarski, miękki oraz tonowy. Dzięki temu stała się bardzo rozpowszechnioną i cenioną techniką graficzną, którą wykorzystywano szczególnie do reprodukowania dzieł malarskich. Technika ta eliminowała charakterystyczną dla rytownictwa linearność, w miejsce której pojawiła się plama tonalna.
Rysunek wykonuje się gładzikiem na chropowatej powierzchni płyty miedzianej, uprzednio równomiernie posiekanej specjalnymi narzędziami – chwiejakiem lub ruletką. Przez wygładzenie określonych partii płyty skrobakiem lub gładzikiem uzyskuje się właściwą formę ryciny. Im bardziej wypolerowane zostaną odpowiednie fragmenty, tym dadzą jaśniejszy ton na odbitce, gdyż przyjmą mniej farby drukarskiej. Odbitki posiadają subtelne przejścia od czerni do bieli i niezwykle miękkie półtony. Jest to najbardziej malarska ze wszystkich technik graficznych. Była często używana do portretów i reprodukcji malarstwa.
Mezzotintę często łączono z innymi technikami druku wklęsłego, zwykle z technikami trawionymi i grawerowanymi. Była szczególnie szeroko wykorzystywana w Anglii od XVIII wieku. We Francji nazywano mezzotintę la manière anglais (fr. „maniera angielska”). Do XX wieku technika była wykorzystywana przede wszystkim do reprodukcji portretów i obrazów niż do tworzenia oryginalnych kompozycji. Od połowy XVIII wieku konkurowała z inną techniką popularną w tamtych czasach, akwatintą.
Od połowy XIX wieku coraz mniej wykorzystywano mezzotintę, kiedy to za pomocą m.in. litografii otrzymywano podobny efekt w łatwiejszy sposób. Dla odrodzenia mezzotinty w Zjednoczonym Królestwie ważną postacią był Frank Short (1857–1945), a w Danii – Peter Ilsted.

## Historia
Sposób tworzenia mezzotinty został wymyślony przez niemieckiego żołnierza i artystę-amatora Ludwiga von Siegena (1609–ok. 1680). Jego najwcześniejsza ilustracja datowana jest na rok 1642, która przedstawia Amalię Elżbietę, regentkę i pracodawczynie Siegena. Do stworzenia mezzotinty wykorzystał metodę pracy od jasnego do ciemnego. Wydaje się, że chwiejak został stworzony przez Ruperta Reńskiego, dowódcę kawalerii w czasie wojny domowej w Anglii, który także sprowadził technikę do Anglii.
Sir Peter Lely dostrzegł potencjał techniki do rozpowszechniania swoich portretów i zachęcał duńskich grafików do przybycia do Anglii. Godfrey Kneller był w bliskiej współpracy z Johnem Smithem, który powiedział, że przez jakiś czas mieszkał z nim. Stworzył około 500 mezzotint, z czego 300 to portrety. W następnym wieku wykonano ponad 400 odbitek portretów stworzonych przez sir Joshue Reynoldsa.
W 2. połowie XVII wieku technika ta rozpowszechniła się w Holandii, a w wieku XVIII także w Niemczech. Największy rozkwit techniki nastąpił w Anglii i Wiedniu pod koniec wieku XVIII. Mistrzami mezzotinty w Anglii byli m.in. John Raphael Smith, Valentine Green, Thomas Watson, Richard Earlom, William Dickinson.

Frank Short, Odpływ, most Putney, 1885

Kolekcjonowanie brytyjskich mezzotint było popularnym zajęciem od roku 1760 do Wielkiego kryzysu z 1929 roku, rozpowszechniając się także na Amerykę. Kolekcjonowano przede wszystkim brytyjskie portrety; olejne obrazy z the Royal Academy Summer Exhibition z sukcesem reprodukowano techniką mezzotinty przez cały ten okres czasu. Inni graficy reprodukowali starsze portrety postaci historycznych i, jeśli była taka potrzeba, tworzono nowe. Ulubionym okresem do kolekcjonowania były czasy 1750–1820. Były dwa podstawowe sposoby kolekcjonowania: jedni skupiali się na stworzeniu kompletnej kolekcji w określonym zakresie, a drudzy zwracali raczej uwagę na dobry stan zachowania i jakość odbitki (co wyklucza większość prac, ponieważ technika pozwala na stosunkowo małą ilość odbitek wysokiej jakości) oraz na kolekcjonowaniu stanów grafiki, które były dostarczane przez artystów i grafików od początku tego procesu. Czołowymi kolekcjonerami byli William Eaton, drugi baron Cheylesmore i Irlandczyk John Chaloner Smith.

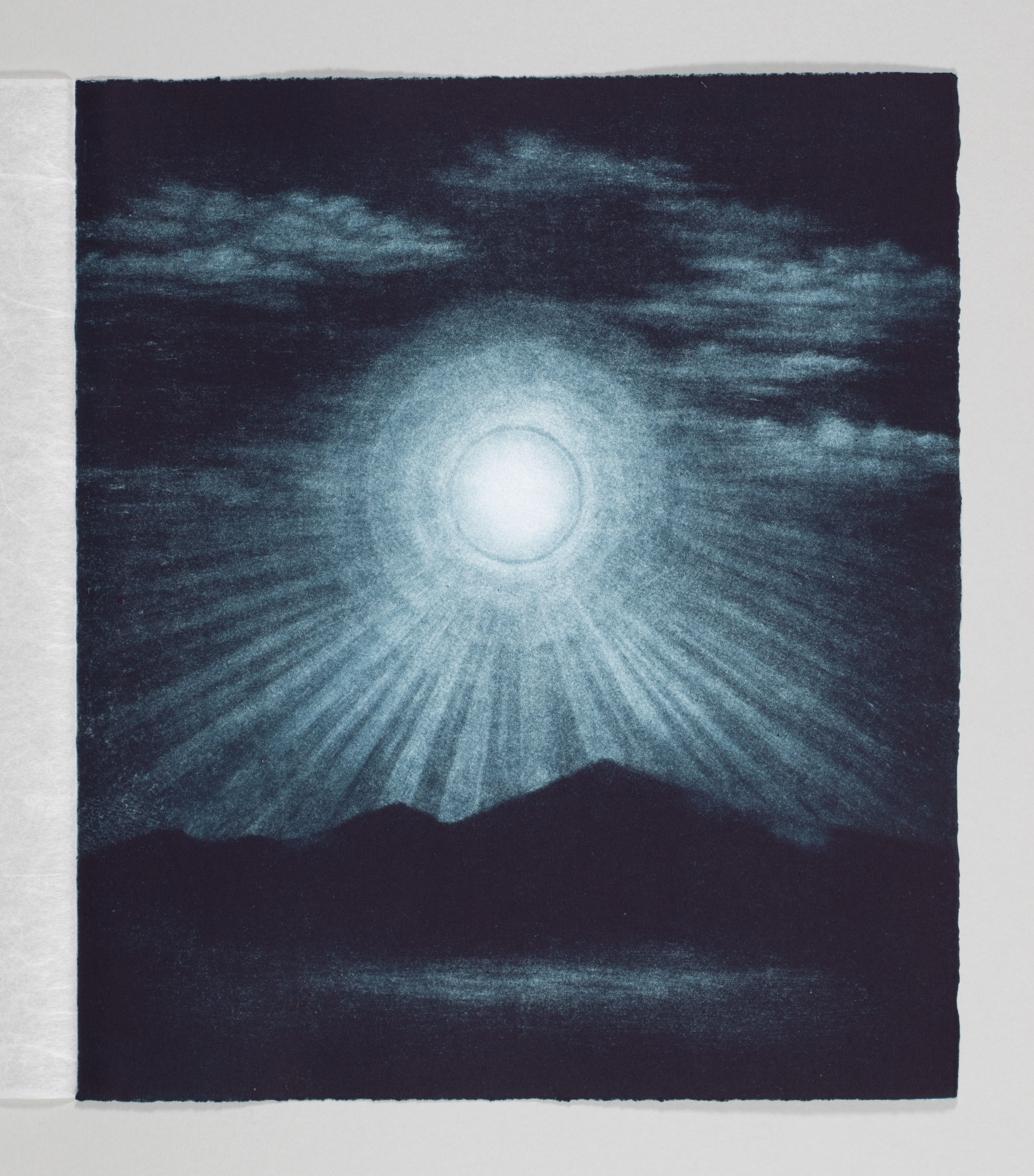
Shirley Jones, „Wieczność”, Terra Contigua (2009)

W pierwszej połowie XIX wieku łączenie mezzotinty z innymi technikami druku wklęsłego stało się popularne w Anglii. Mezzotinta była także stosowana w ilustracjach przedstawiających krajobrazy, pasowały szczególnie do zmierzchów i ponurego brytyjskiego nieba, których tematyka była popularna w okresie odrodzenia grafiki.
Na kontynencie technika nie była tak często wykorzystywana; pod koniec XVII wieku Abraham Bloteling był reprezentantem nielicznych amsterdamskich grafików, którzy wykorzystywali mezzotintę, a w wieku XVIII tylko w Augsburgu (Johann Jacob Haid i Johann Elias Ridinger), Norymberdze i Wiedniu (Ignaz Unterberger) funkcjonowały szkoły mezzotinty.
W XX wieku technika poszła w zapomnienie, w dużej mierze dlatego, że wykonanie matrycy zajmowało wiele czasu. W tym okresie tworzyli Yozo Hamaguchi, Leonard Marchant i Shirley Jones. Duże zainteresowanie mezzotintą przyniosła publikacja książki The Mezzotint: History and Technique autorstwa Carol Wax w 1990 roku. Książka Wax miała wpływ na wzrost liczby artystów tworzących w tej technice w Stanach Zjednoczonych i na całym świecie.

## Metoda od jasnego do ciemnego

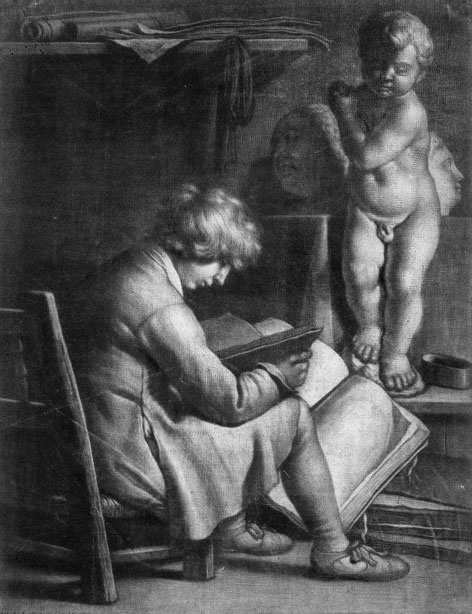
Wczesna mezzotinta wykonana przez Walleranta Vaillanta, asystenta lub nauczyciela Siegena. Młody mężczyzna czyta przy rzeźbie przedstawiającą Kupidyna. Prawdopodobnie wykorzystano metodę od jasnego do ciemnego. 27.5 × 21.3 cm (10+^{13}⁄_{16} in × 8+^{3}⁄_{8} in)

Pierwsza mezzotinta Ludwiga von Siegena została stworzona metodą od jasnego do ciemnego. Metalowa matryca została obrobiona tak, aby tworzyć wgłębienia, a części obrazu, które miały pozostać jasne, były gładkie. Ta metoda została nazwana „addatywną” podkreślając znaczenie dodawania wgłębień, by tworzyć ciemniejsze miejsca na ilustracji. Dzięki tej metodzie można stworzyć ilustrację bezpośrednio na gładkiej matrycy. Zmieniając stopień wygładzenia można uzyskać półtony pomiędzy czernią a bielą, stąd nazwa mezzo-tinto, która po włosku oznacza „półton” lub „półmalowany”.

## Metoda od ciemnego do jasnego
Powszechniejsza metoda tworzenia mezzotinty. Cała powierzchnia metalowa, zwykle miedziana, jest równie siekana mechanicznie lub ręcznie za pomocą chwiejaka. Jeśli w tym momencie wykona się odbitkę to będzie ona cała czarna. Obraz jest tworzony poprzez selektywne gładzenie powierzchni za pomocą metalowych narzędzi; im gładsze będzie miejsce na matrycy, tym jaśniejsze ono wydrukuje się. Matryca całkowicie wygładzona nie pozostanie w żadnym miejscu farby, więc nic się nie wydrukuje. Metoda od ciemnego do jasnego nazwana jest metodą subtraktywną. Po raz pierwszy metodę wykorzystał książę Rupert Reński. Proces siekania nie wymagał dużego doświadczenia, więc zwykle była wykonywana przez uczniów.

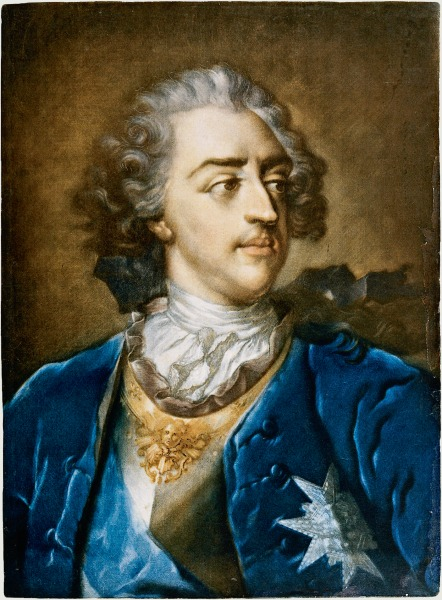
Czterokolorowa mezzotinta przedstawiająca Ludwika XV wykonana przez Jacoba Christopha Le Blona, 1739

Ważnymi zaletami tej techniki było to, że była łatwiejsza do nauczenia i znacznie szybsza w wykonaniu niż tradycyjne grawerowanie, a ponadto dawała bogatą gamę tonów. Mezzotinty można było szybko tworzyć w odpowiedzi na wydarzenia lub postacie pojawiające się w wiadomościach lub w celu ich przedstawienia, a większe rozmiary druku były stosunkowo łatwe do wytworzenia. Miało to kluczowe znaczenie dla popularności tego, co wówczas nazywano furniture print, czyli mezzotinta, która była na tyle duża i miała wystarczająco wyraziste kontrasty tonalne, aby można ją było oprawić i powiesić na ścianie pokoju. Ponieważ mezzotinty były znacznie tańsze od obrazów, stanowiły one dużą atrakcję.

### Mezzotinta kolorowa
Jacob Christoph Le Blon (1667–1741) stosował metodę od ciemnego do jasnego i wynalazł trój-, a także cztero- kolorową mezzotintę, wykorzystując do każdego koloru oddzielną płytę metalową. Metoda druku kolorowego Le Blona opierała się na modelu kolorów RYB, w którym użycie czerwieni, żółci i błękitu pozwalało na uzyskanie szerszej gamy odcieni. W swojej książce Coloritto z 1725 r. Le Blon nazywa czerwień, żółć i błękit kolorami „prymitywnymi” i twierdzi, że z czerwieni i żółci powstaje pomarańczowy; z czerwieni i błękitu powstaje purpura/fiolet; a z błękitu i żółci powstaje zieleń. Podobny proces był stosowany we Francji pod koniec stulecia przez ucznia Le Blona, Jacques’a-Fabiena Gautier-Dagoty’ego, oraz jego synów; ich praca obejmowała ilustracje anatomiczne do książek medycznych. Pozostałe czarno-białe odbitki kolorowano ręcznie akwarelą, co było szczególnie przydatne, gdy płyta uległa zużyciu.

## Druk
Proces drukowania przebiega w taki sam sposób, jak dla innych technik wklęsłych. Cała płytka jest pokrywana farbą, która następnie jest zmywana w taki sposób, by została ona tylko w zadziorach. Po tym płytkę wkłada się do prasy drukarskiej, która przez ucisk przenosi farbę na papier tworząc odbitkę w odbiciu lustrzanym.

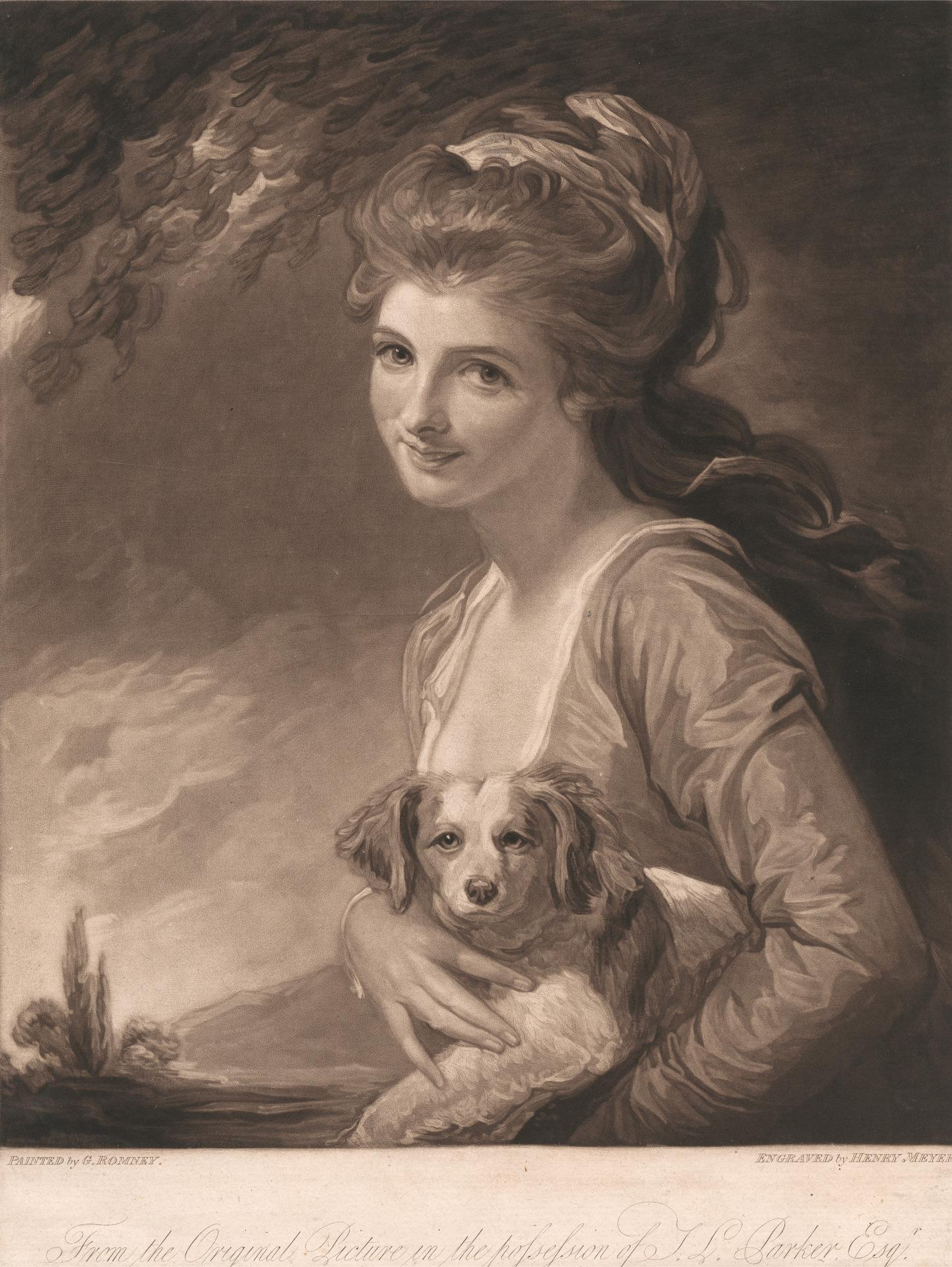
Emma, Lady Hamilton jako Natura, rycina Henry’ego Hoppnera Meyera według obrazu George’a Romneya, rozmiar „posture”

Z powodu małej głębokości rowków powstaje niewielka ilość wysokiej jakości odbitek, po czym prasa przez ucisk wygładza matrycę, co powoduje zmniejszenie ilości półtonów. Być może tylko sto lub dwieście odbitek może być dobrej jakości, aczkolwiek matryce były regularnie odświeżane. W 1832 w Arnold’s Library zanotowano:
„…istnieje niepewność co do ilości odbitek przy użyciu tej techniki- czasami już po pięćdziesięciu odbitkach lub mniej matryce zawodzą. Najczęściej można odbić dwieście lub trzysta razy, a potem zwykle trzeba odświeżać powierzchnie i odrestaurować światłocień w czasie druku.”
Mimo to, jeśli dokonywano odnowienia płytki przez grafika czy uczniów artystów, to były na gorszym poziomie niż pierwotnie. Bamber Gascoigne opowiedział o przykładzie ilustrując przy tym efekty przed i po: ciemne miejsca zostały odnowione za pomocą ruletki: „w przybliżeniu, efekt jest druzgocący, ale jeśli popatrzy się z normalnej odległości to efekt wydaje się być odpowiedni”.
Standardowe rozmiary podłoża używane w Anglii to:
- royal (24 × 19 in.)
- large (18 × 24 in.)
- posture (14 × 10 in)
- small (6 × 4 in)

Tworzono ramki i albumy z wyżej wymienionymi wymiarami.

## Szczegóły techniki
Matryca może zostać mechanicznie posiekana: jednym ze sposobów jest szorowanie powierzchni za pomocą metalowych wiórów; im drobniejsze wióry, tym powierzchnia będzie bardziej szorstka. Chwiejaki były w użyciu od co najmniej XVIII wieku. Powszechnie używaną metodą, również współcześnie, jest wykorzystanie stalowego chwiejaka o szerokości około pięciu cali, który ma od 45 do 120 ząbków w jednym calu na powierzchni ostrza w kształcie płytkiego łuku z drewnianą rączką w kształcie litery T. Kołysząc się stabilnie z boku na bok pod odpowiednim kątem, chwiejak będzie przesuwać się do przodu, tworząc zadziorne krawędzie na powierzchni miedzi. Płyta jest następnie przesuwana – albo obracana o ustaloną liczbę stopni, albo o 90 stopni w zależności od preferencji – a następnie znów siekana. Proces ten powtarza się, aż płyta zostanie równomiernie zgrubiona i będzie drukować całkowicie jednolity odcień czerni.

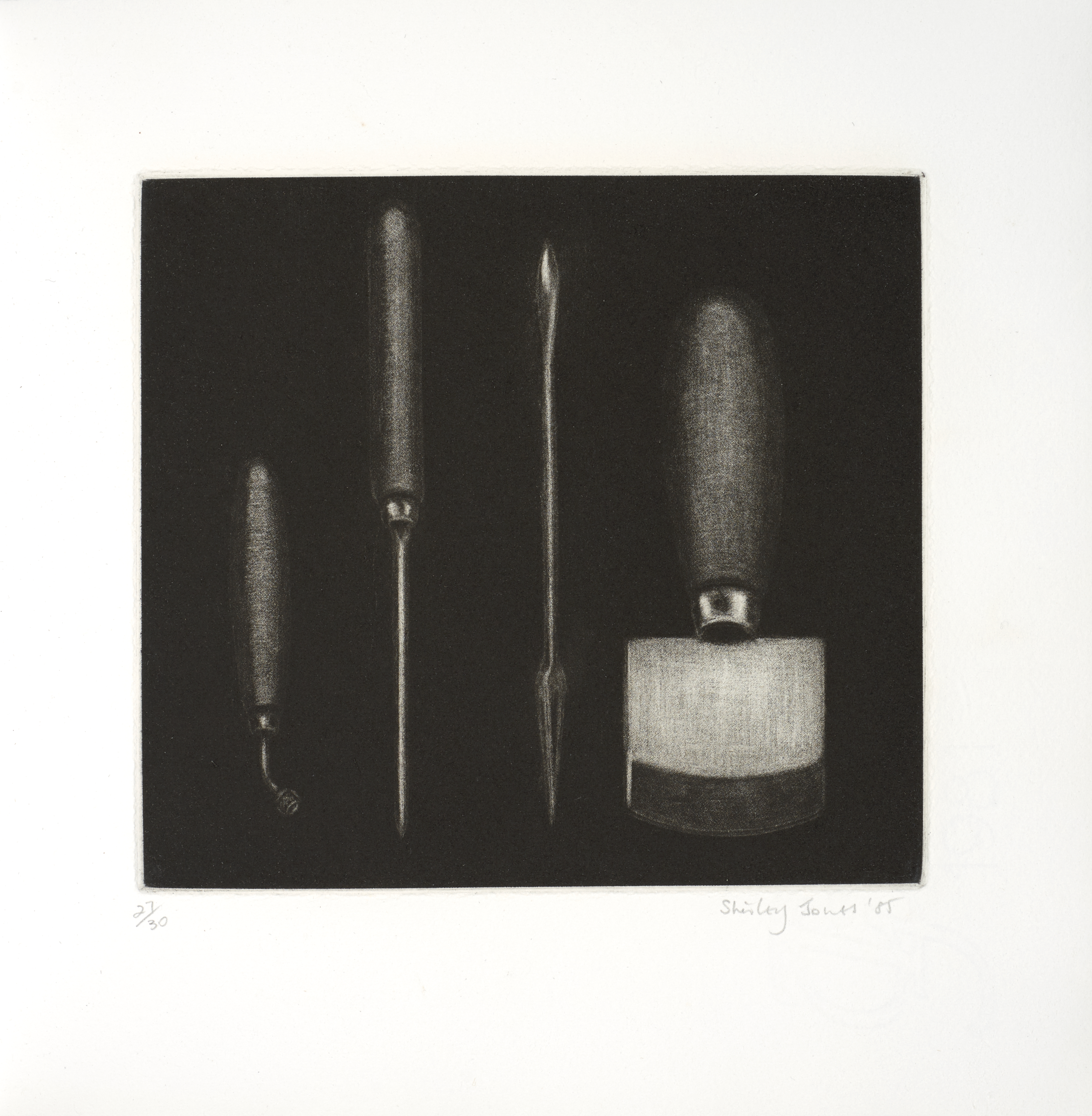
Mezzotinta przedstawiające narzędzia wykorzystywane przy procesie tworzenia mezzotinty. Shirley Jones, A Dark Side of the Sun (1986)
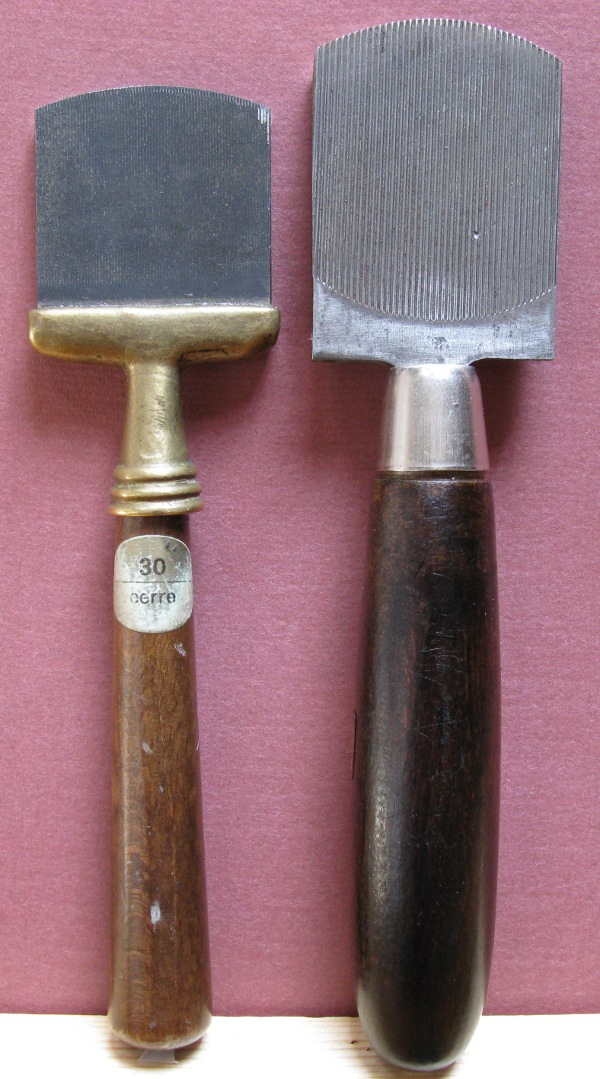
Dwa rozmiary chwiejaka
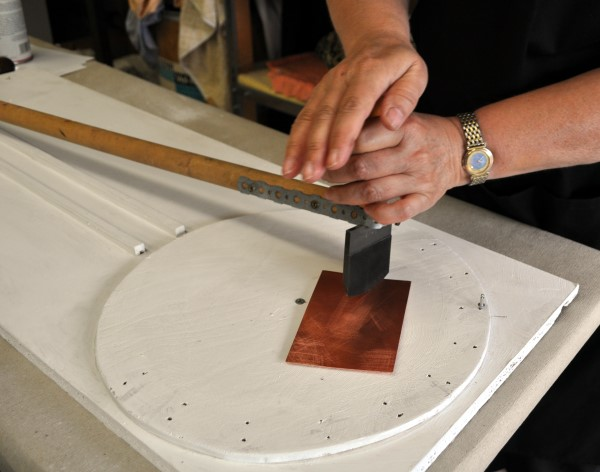
Wykorzystywanie chwiejaka
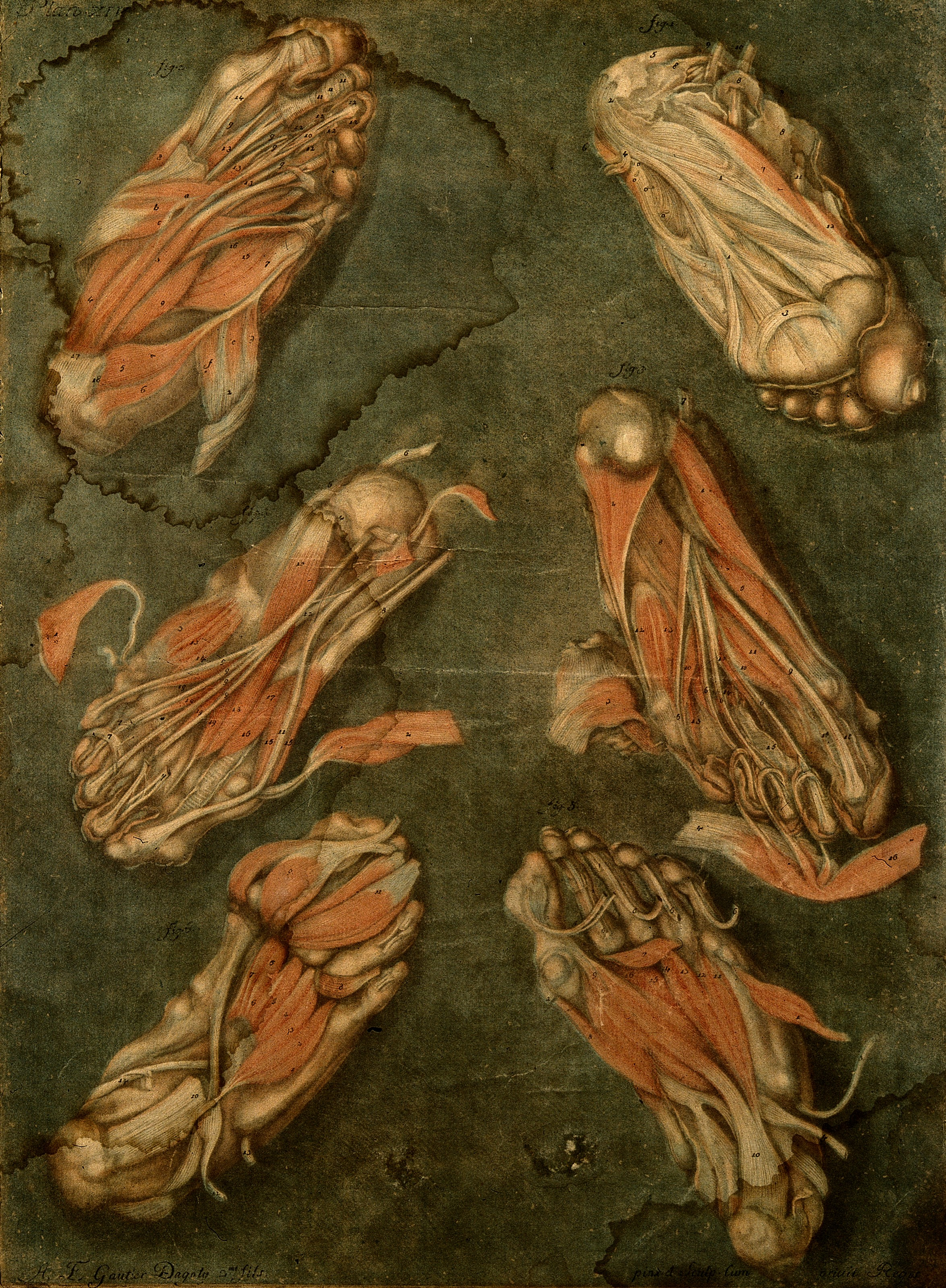
Mięśnie podeszwy stopy, mezzotinta kolorowa autorstwa A.E. Gautiera d’Agoty’ego (syna Jacques’a Fabiena Gautiera d’Agoty’ego), 1773
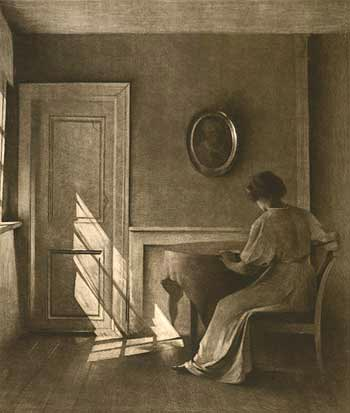
Światło słoneczne V, Peter Ilsted

## Lista wybranych grafików
- Ludwig von Siegen[6]
- Rupert Reński[6]
- Wallerant Vaillant
- John Smith
- Jan van der Vaart
- Jacob Christoph Le Blon
- Bernhard Vogel
- George White
- Jacques Fabien Gautier d’Agoty
- Richard Houston
- James MacArdell
- Edward Fisher
- Johann Elias Ridinger[11]
- David Martin
- William Pether
- Valentine Green[3]
- John Dixon
- Richard Earlom[3]
- William Dickinson[3]
- John Raphael Smith[3]
- John Jones
- Joseph Grozer
- John Young
- William Doughty
- James Walker
- Charles Howard Hodges
- William Say
- Charles Turner
- John Martin
- James Bromley
- John Sartain
- Alexander Hay Ritchie
- Richard Josey
- Sir Frank Short
- Peter Ilsted
- T. F. Simon
- M. C. Escher
- Lynd Ward
- Yozo Hamaguchi
- Mario Avati
- Leonard Marchant
- Robert Kipniss
- Shirley Jones
- Toru Iwaya
- Vija Celmins[29]
- Holly Downing[30]
- Carol Wax

## Przykłady dzieł wykonanych techniką mezzotinty

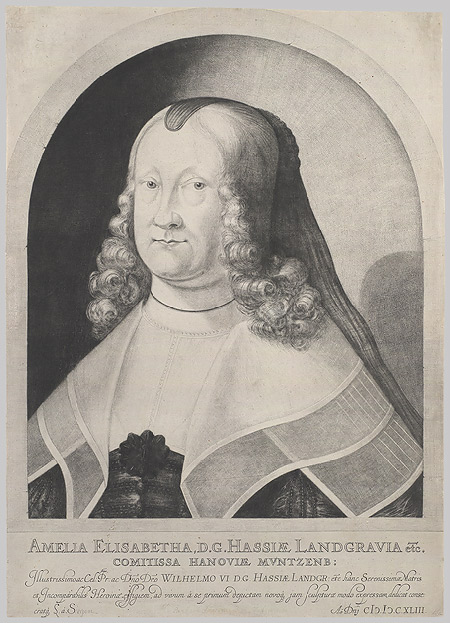
Portret Amelii Elizabeth von Hessen (aut. Ludwig von Siege, 1642)
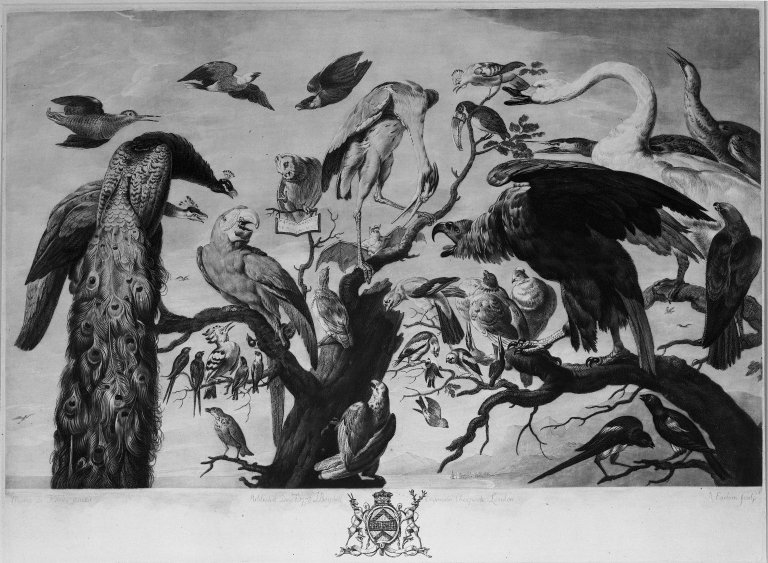
Ptasi koncert (aut. Richard Earlom, 1778)[a]
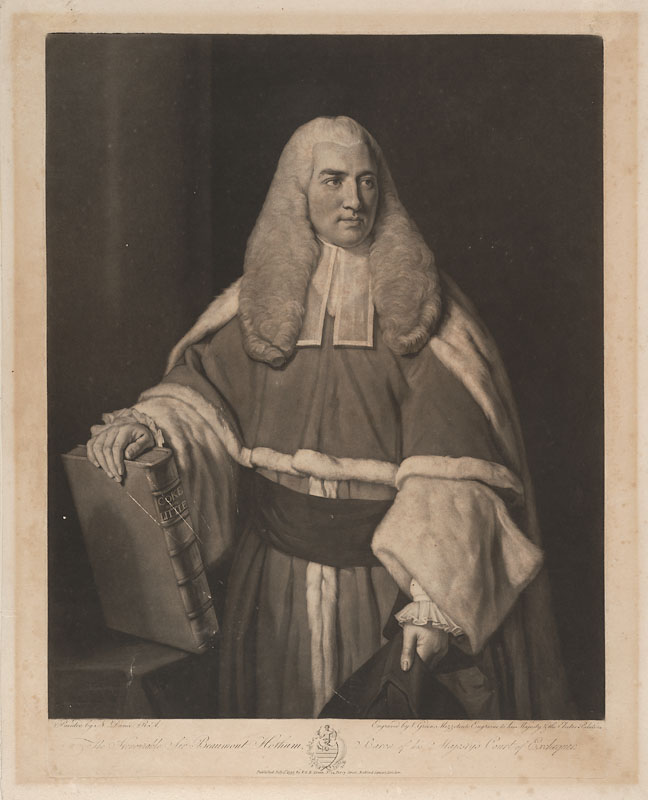
Reprodukcja obrazu Nathaniela Dance-Hollanda (aut. Valentine Green, 1797)